# Philipp Sulzberg
Philipp Sulzberg (* 1839 in Straßburg; † 1889) war ein deutscher Architekt und kommunaler Baubeamter.

## Leben und Werk
Philipp Sulzberg studierte am Polytechnikum Stuttgart und arbeitete von 1873 bis 1883 als Stadtbaumeister in Heilbronn. Er entwarf unter anderem den Neubau für das Gymnasium, der 1880 bezogen wurde. 1882 und 1885 wurden auf dem Hauptfriedhof in Heilbronn zwei neoklassizistische Gebäude nach Plänen Sulzbergs errichtet, die als Leichenhalle, Aussegnungshalle und zu Verwaltungszwecken genutzt werden. Von 1882 bis 1898 wurde nach seiner Planung in mehreren Bauabschnitten der Heilbronner Schlachthof ausgeführt.